# インターナショナル・タービン・エンジン・カンパニー
インターナショナル・タービン・エンジン・カンパニー LLC（ITEC、旧インターナショナル・タービン・エンジン・コーポレーション）は、ハネウェル・エアロスペース（旧ギャレット・エアリサーチ、後のアライドシグナル）と漢翔航空工業（AIDC）との合弁会社である。同社はハネウェル/ITEC F124/F125ターボファンエンジンシリーズを生産しており、これはM-346、L-159、F-CK-1、AIDC T-5などに採用されている。2017年にはF124 と F125エンジンの運用時間が100万時間に達した。 
2019年、インド空軍は、アップグレードパッケージ全体に対するハネウェルの「法外な」価格設定を理由に、インターナショナル・タービン・エンジン・カンパニー製の特殊な派生型 F125INエンジンを搭載したインドのSEPECAT ジャギュアのハネウェルとのアップグレード契約をキャンセルした。 

## 製品
- ハネウェル/ITEC F124 - 標準
- ハネウェル F125 - アフターバーナー付き